# 馬倫山
馬倫山（英語：Mount Mullen）是南極洲的山峰，位於埃爾斯沃思地的佩特瓦爾高地西端，屬於埃爾斯沃思山脈中森蒂納爾嶺的一部分，處於米爾頓山東南面4公里，海拔高度2,400米。

## 外部連結

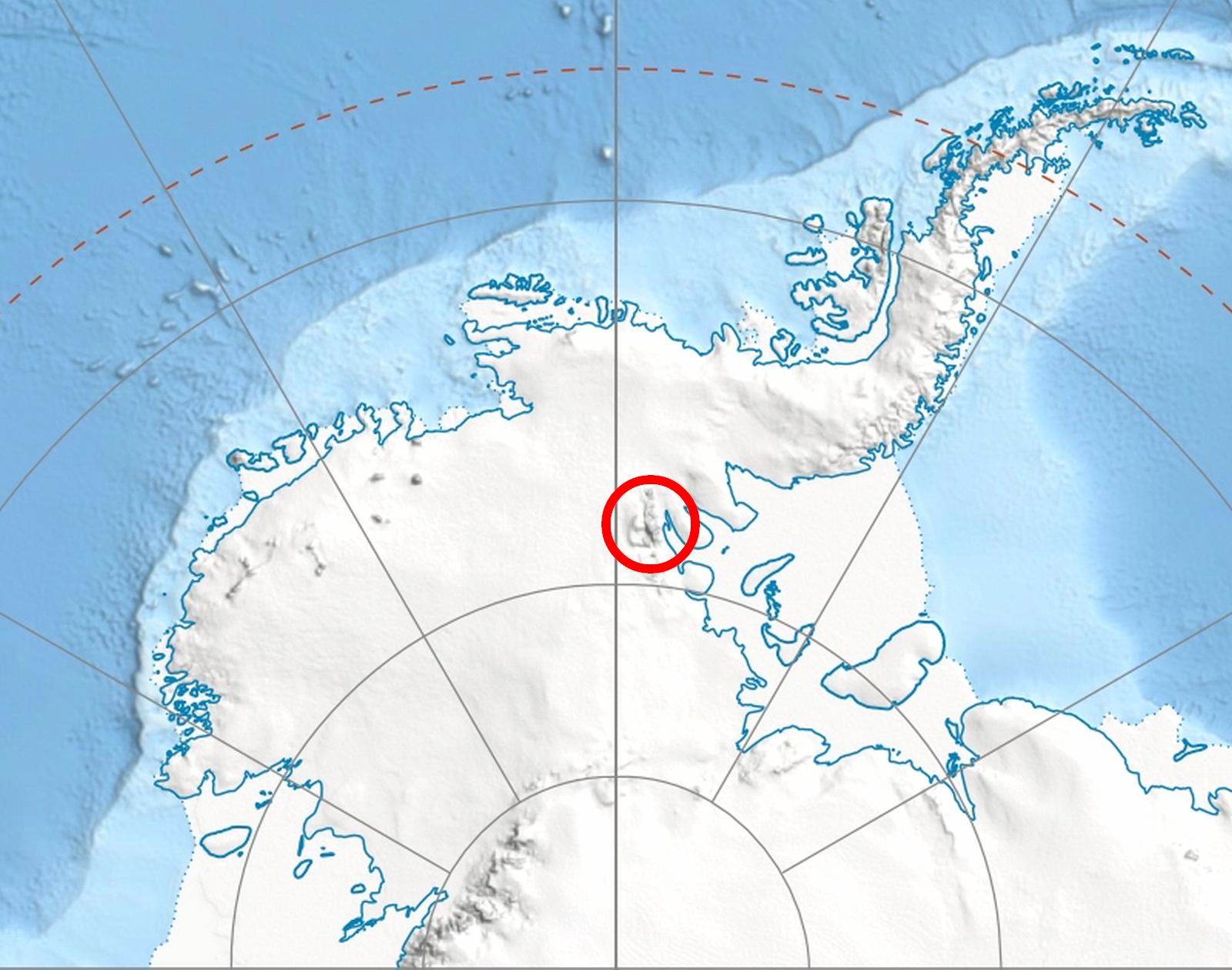

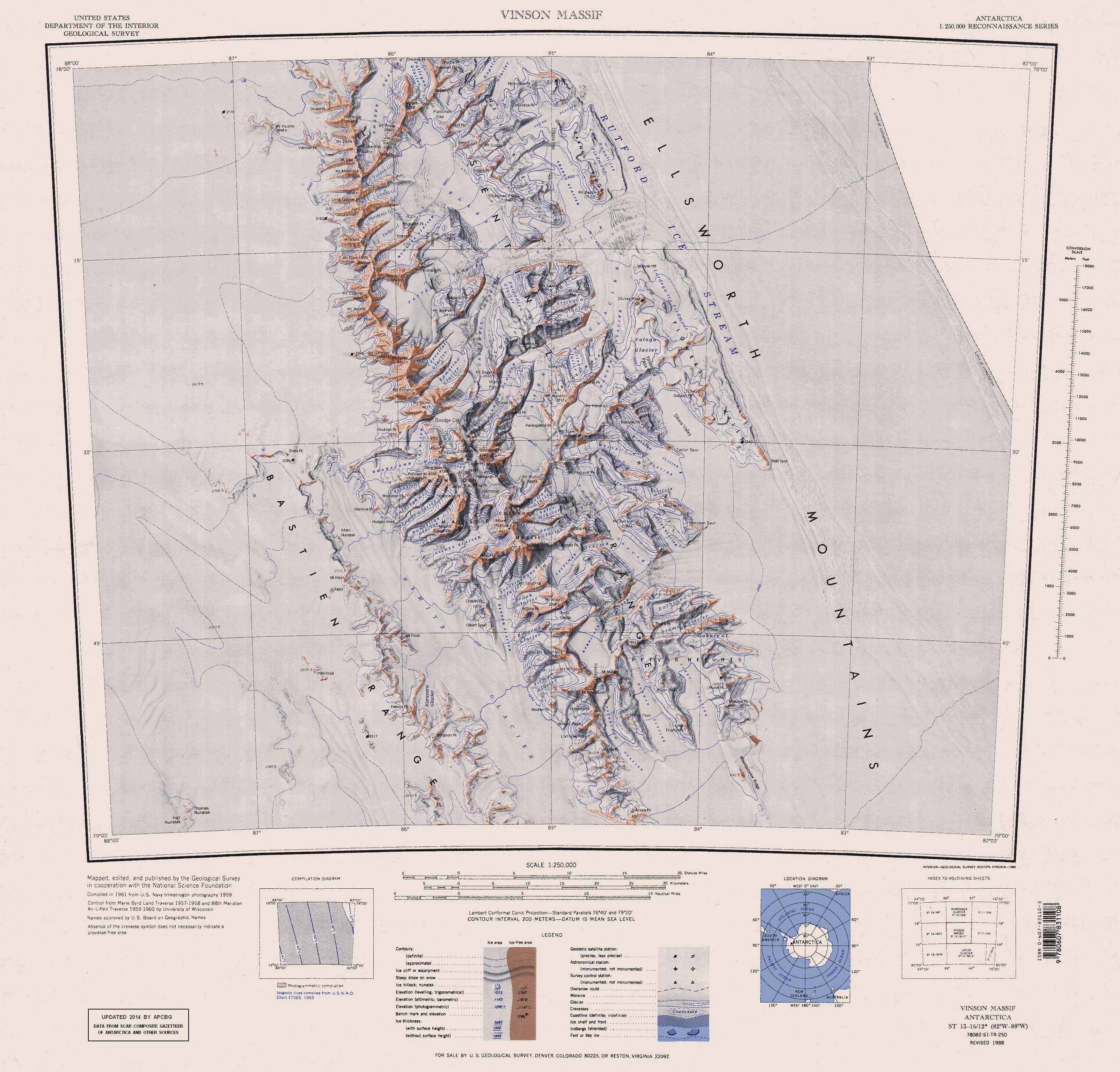

- Mount Mullen. （页面存档备份，存于） SCAR Composite Antarctic Gazetteer.

78°46′55″S 84°45′44″W / 78.78194°S 84.76222°W